# Trichiurus

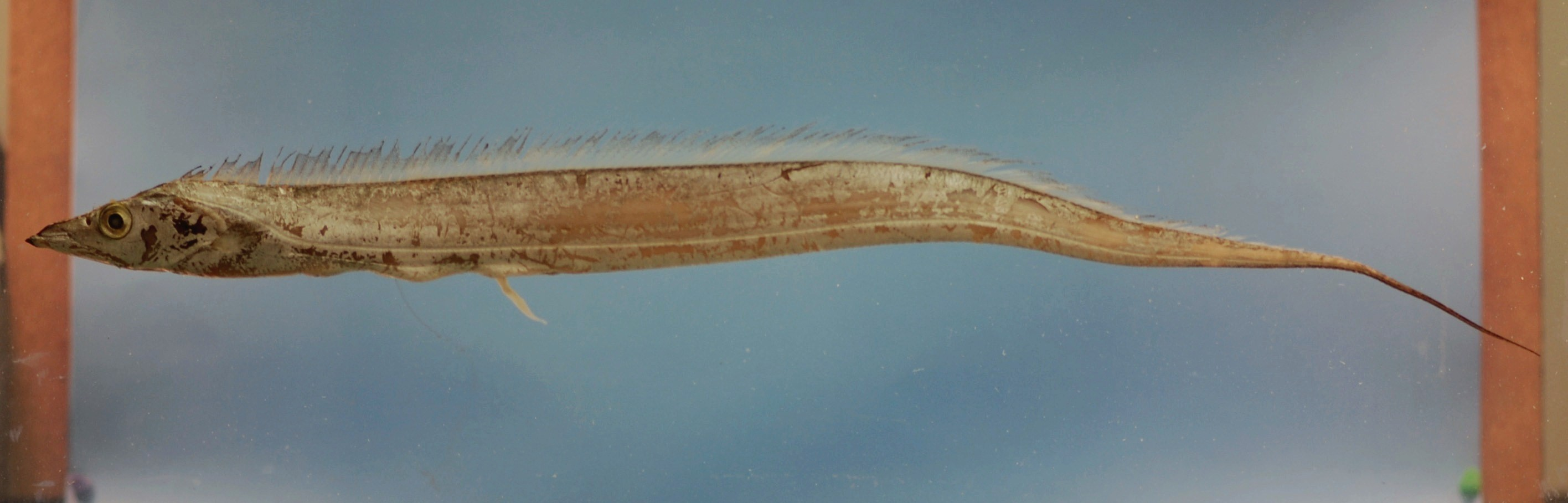
Trichiurus lepturus del golf de Mèxic

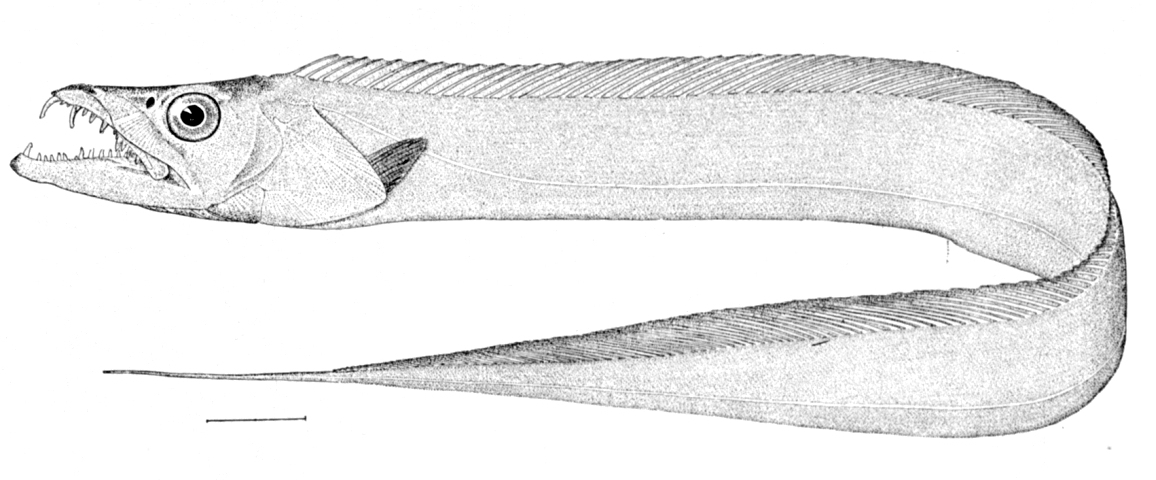
Trichiurus lepturus

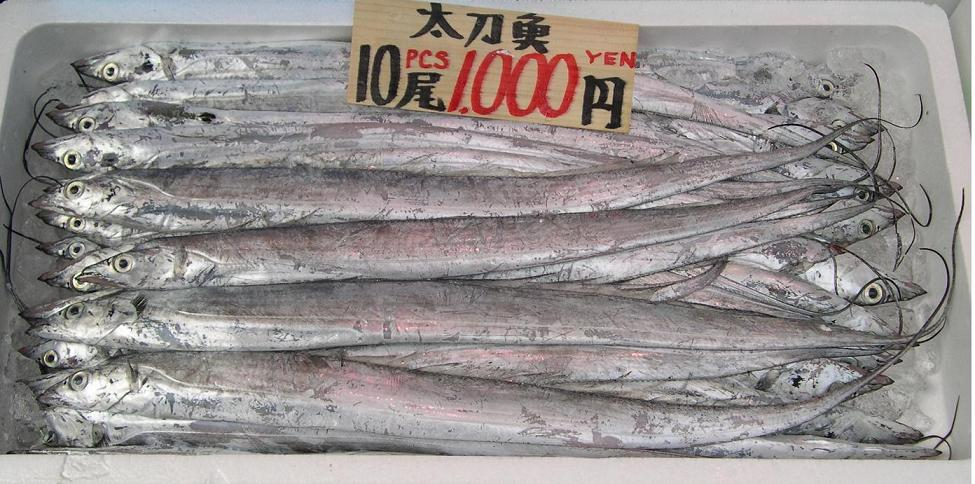
Exemplars de Trichiurus lepturus a la venda en un mercat de Tòquio

Trichiurus és un gènere de peixos pertanyent a la família dels triquiúrids.

## Descripció
- Poden arribar a fer fins a 150 cm de llargària total, depenent de l'espècie en qüestió.
- Cos allargat, força comprimit i de color platejat amb una tonalitat fosca a les vores de les aletes.
- El perfil del cap s'aixeca suaument des de l'extrem del musell fins als ulls i després més acusadament fins a l'origen de l'aleta dorsal.
- Clatell molt elevat i amb una cresta sagital.
- Cua prima i punxeguda.
- Sense aletes pèlviques.
- Aleta anal amb radis suaus i enterrats a la pell.
- Absència d'aleta caudal.[2]

## Reproducció
Té lloc durant els mesos de juliol i agost a la Mediterrània.

## Alimentació
Mengen peixos, calamars i crustacis.

## Hàbitat i distribució geogràfica
Són peixos bentopelàgics de les aigües tropicals i subtropicals de la plataforma continental de tots els oceans fins als 350 m de fondària, incloent-hi la Mediterrània i l'Atlàntic al sud de la Mar Cantàbrica (encara que, de tant en tant, també se n'han vist al nord d'Irlanda, Anglaterra i el sud de Noruega).

## Ús comercial
Són consumits com a aliment a Portugal, Mauritània i la Mediterrània.

## Taxonomia
- Trichiurus auriga (Klunzinger, 1884)[3]
- Trichiurus australis (Chakraborty, Burhanuddin & Iwatsuki, 2005)[4]
- Trichiurus brevis (Wang & You, 1992)[5]
- Trichiurus gangeticus (Gupta, 1966)[6]
- Trichiurus japonicus (Temminck & Schlegel, 1844)[7][8]
- Trichiurus lepturus (Linnaeus, 1758)[9][10][11][12][13][14][15][16][17][18]
- Trichiurus margarites (Li, 1992)[19]
- Trichiurus nanhaiensis (Wang & Xu, 1992)[5]
- Trichiurus nickolensis (Burhanuddin & Iwatsuki, 2003)[20]
- Trichiurus russelli (Dutt & Thankam, 1966)[21][22][23][24][25][26][27]